# Crotalaria longidens
Crotalaria longidens är en ärtväxtart som beskrevs av Frans Verdoorn. Crotalaria longidens ingår i släktet sunnhampor, och familjen ärtväxter. Inga underarter finns listade i Catalogue of Life.